# Nord Art
NordArt är ett svenskt produktionsbolag.
Företaget har sitt ursprung i Olle Nordemars produktionsbolag Artfilm, grundat 1947. Nord Art grundades inom detta företag år 1965.
I mars 1966 meddelades det att hela Artfilm, inklusive Nord-Art, Artfoto och Artmekano skulle säljas till Svensk filmindustri. Artfilm bytte i samband med detta namn till SF-Artfilm. Som en del av en omstrukturering bytte SF-Artfilm AB namn till SF Produktion AB år 1970.
SF hade sedan tidigare ett samarbete med Svenska Philips om produktion av TV-program, delvis sprunget ur företaget Svensk TV-produktion (STV). Detta uppgick i Nord Art. Senare under 1966 blev Svenska tidningsutgivarföreningen (TU) en tredje delägare i Nord Art genom TU:s Förlags AB. Allan Ekelund var då företagets vd och Bo Löfberg vice vd. STV:s studio i Stocksund överläts under 1967 till staten och Kommittén för television och radio i utbildningen, eftersom Nord Art föredrog att filma i Filmstaden i Råsunda.
Från runt 1967 började Nord Art stå som produktionsbolag för dramaserier, Kullamannen var en av de första. År 1969 följde Kråkguldet, Porträtt av en stad och inte minst Pippi Långstrump
År 1971 såldes Nord Art AB till Allers förlag, Saxon & Lindström och Bo Löfberg. Löfberg blev samtidigt företagets vd. Sedermera ändrades namnet till Nord Artel och Polytel International blev en större ägare. År 1974 trädde Svenska Dagbladet in som ägare med 22 procent av aktiekapitalet. Bolaget fortsatte producera TV-serier under 1970-talet: Stora skälvan (1972), Pelle Jansson (1973), Pojken med guldbyxorna  (1975) och Katitzi (1979).
Så småningom riktades verksamheten om till videoproduktion för olika företag. Man var från senare delen av 1970-talet även distributör för olika videokassetter som såldes med Nord Artels pillogotyp på omslaget. År 1987 återgick man till namnet Nord Art.
I oktober 1988 köptes Nord Art Production av VLT Video AB, ett dotterbolag till Vestmanlands Läns Tidnings AB. De båda bolagen gick samman under namnet VLT Nord Art. Nord Art såldes till medarbetarna den 1 januari 1997.